# Варта (КОЭП)
КОЭП «Варта» — украинский комплекс электро-оптической активной защиты от высокоточного оружия с лазерной системой управления.
Устанавливается на основные боевые танки Т-84У «Оплот», БМ «Оплот» и Т-64Е.
Кроме того, сообщается о возможности установки комплекса «Варта» на пакистанские танки «Аль Халид-2».

## Описание
Комплекс включает четыре индикатора лазерного облучения (координатно-чувствительные фотоприемники детекторных головок которых оснащены линзами на основе селенида цинка ZnSe), 12 пусковых установок для отстрела 81-мм дымовых гранат ГД-1 и пульта управления (с возможностью выбора режима работы — автоматический, полуавтоматический и ручной) и обеспечивает обнаружение лазерного облучения танка в пределах 360° в горизонтальной плоскости и 20° по вертикальной. Время реакции системы составляет до трёх секунд.
По данным разработчиков, КОЭП «Варта» способен обеспечить противодействие ПТУР HOT, TOW, Milan, "Дракон", "Hellfire" и "Maverick", а также 155-мм корректируемым артиллерийским снарядам "Copperhead".
81-мм дымовые аэрозольные гранаты ГД-1 для КОЭП «Варта» разработаны и выпускаются государственным НИИ химических продуктов (г. Шостка).